# Kálvária-hegy (Buják)
A Bujáktól nyugatra magasodó Kálvária-hegy két nevezetessége a névadó kálvária és a mellette álló Szent Anna-kápolna. Az épületegyüttes műemlék (hrsz.: 0165).

## A kálvária

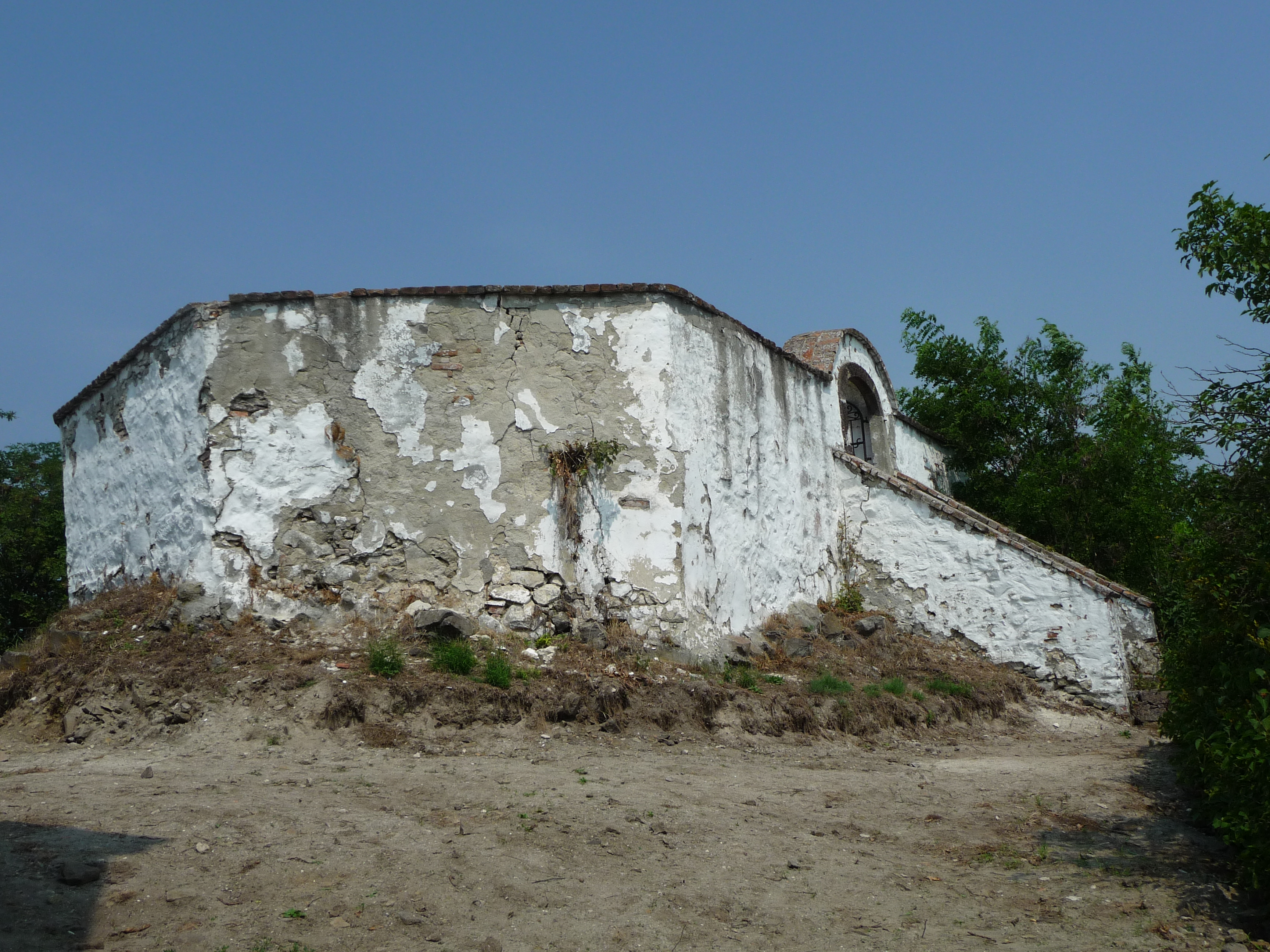
A kálvária a Szent Anna-kápolna felől

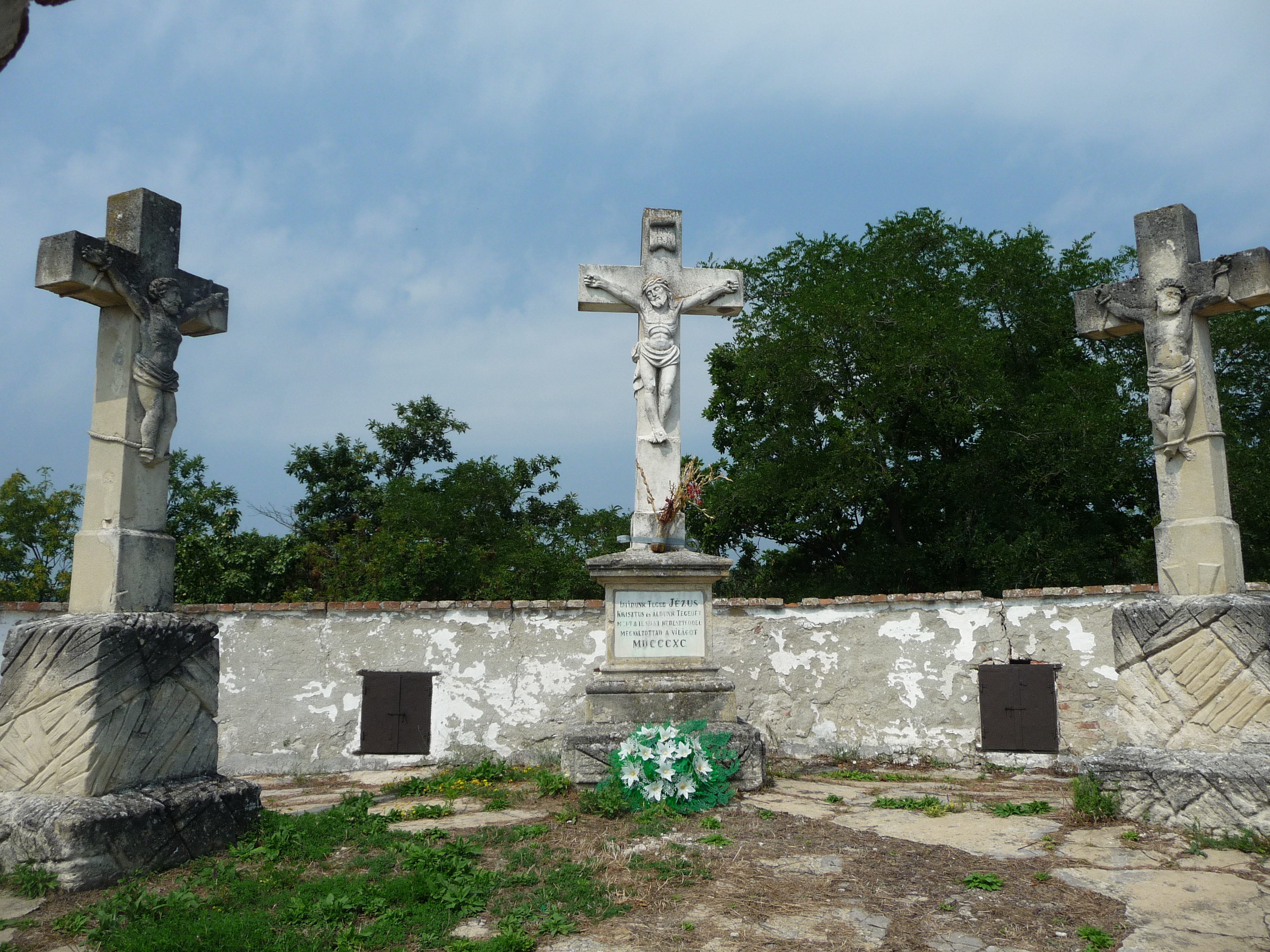
Krisztus a két latorral

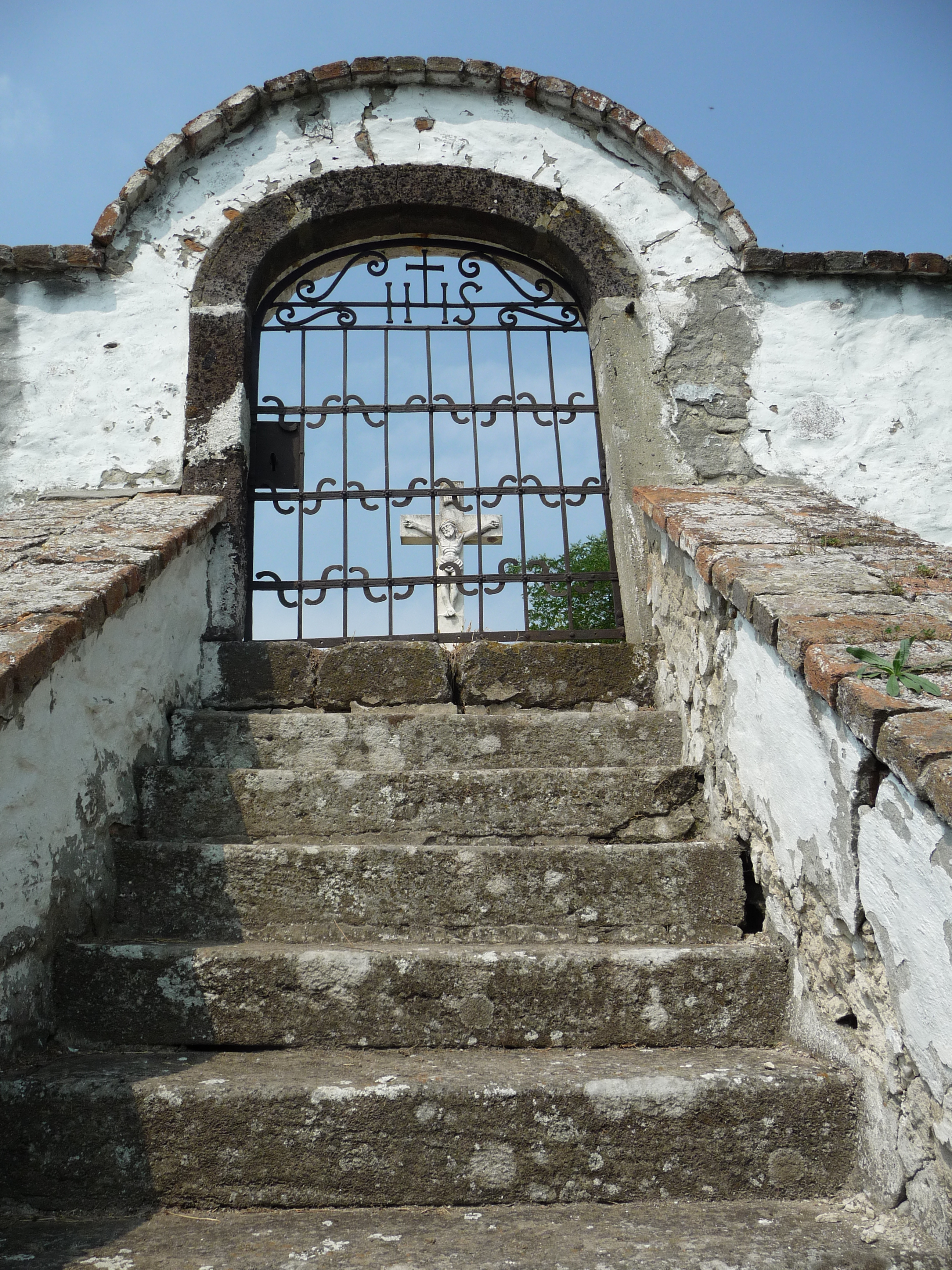
A kálvária kovácsoltvas kapuja

### Története
Valószínűsíthető, hogy a jelenlegi építmény elődje 18. századi, ebből azonban semmi sem maradt fenn.
1802-ben újjáépítették; főalakja, a megfeszített Krisztus mellett a két mellékalak ekkor Mária Magdolna és János evangélista szobra volt.
A Vatikán 1803. február 10-én teljes búcsút engedélyezett Szent Anna ünnepének miséjére és a szent kereszt felmagasztalásának ünnepére. E búcsúkiváltságát mind a kápolna, mind a kálvária mindmáig megtartotta.
A mostani építményt a források többsége szerint 1820-ban emelték.
1859-ben a viharos szél ledöntötte a kálvária keresztjét. A helyére Bécsből hozattak egy vas keresztet. A bujáki hagyomány szerint az 1800-as évek végén is vihar rongálta meg, de egy helyi mészáros költségén helyreállították.
1890-ben Kossitzky Lajos plébános faragtatta a ma is álló kereszteket. A kálvária talaját lebetonozták. A vas keresztet, valamit Mária Magdolna és János evangélista szobrát levitték a templomkertbe; ezek ma is a templom bejáratával szemben, a szabadtéri oltáron állnak. A kálváriát 1891. március 21-én újraszentelték.
1959-60-ban rombolni-bontani kezdték a kálvária kőfalának északi oldalát. Az alapfalból nagy köveket feszítettek ki, hogy ezzel siettessék a sarokfal leomlását. Ekkor már nem lakott remete a kis lakásban.
1962 tavaszán a férfiak társadalmi munkában a hívek adományaiból vásárolt építőanyagokkal elkezdték a kápolna és a kálvária felújítását; még az üdülőben nyaraló kaposváriak is beálltak téglát pucolni. Július 28-án a plébánost a tanácsházára hívatták, és felszólították, hogy azonnal állítsa le a kálvárián megkezdett munkát. A kint dolgozókat a párttitkár, a TSZ-elnök és egy ismeretlen, Salgótarjánból jött illető hívta fel ugyanerre, a hívek mégis befejezték a felújítást. A kálvária falában körben 14 ablakot nyitottak, és azokban helyezték el a stációs képeket.

### Az építmény
Kőből falazott, szabálytalan nyolcszög alaprajzú körítőfal, belül erősen emelt járófelülettel.
A klasszicista stílusú építmény félköríves kapujáig kőkorlátos, meredek lépcső vezet fel. A kovácsoltvas, szegecselt kapu az építménnyel egyidős. A mellvédet egysoros téglapárkány zárja le. Az újkori feszület 19. századi talapzaton áll.
Krisztus keresztjét Budapesten faragták carrarai márványból, a latrok homokkő keresztjei sóskútiak.
A stációk téglalap alakú fülkék kétszárnyú, reteszelhető vasajtókkal, bennük pléhlapra festett, rossz állapotú képek.

## A remetelak

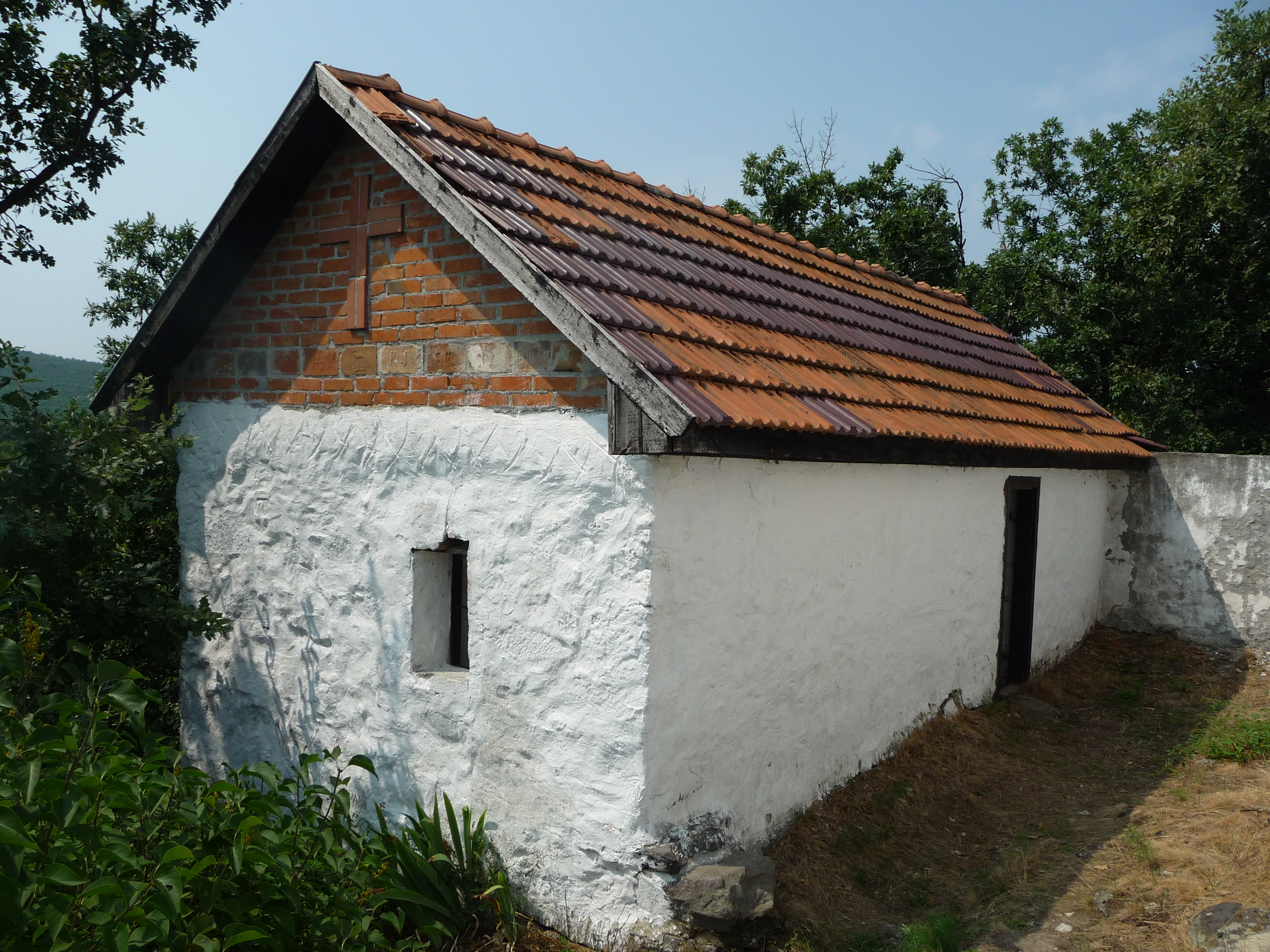
A „remetelak”

A téglalap alaprajzú, földszintes, nyeregtetős épület a kápolnától északra áll. Keleti fala kőkerítéssel csatlakozik a kápolna szentélyéhez. A házban két síkmennyezetes helyiséget alakítottak ki, a nyugati szoba déli falában két falfülkével.

## A Szent Anna-kápolna

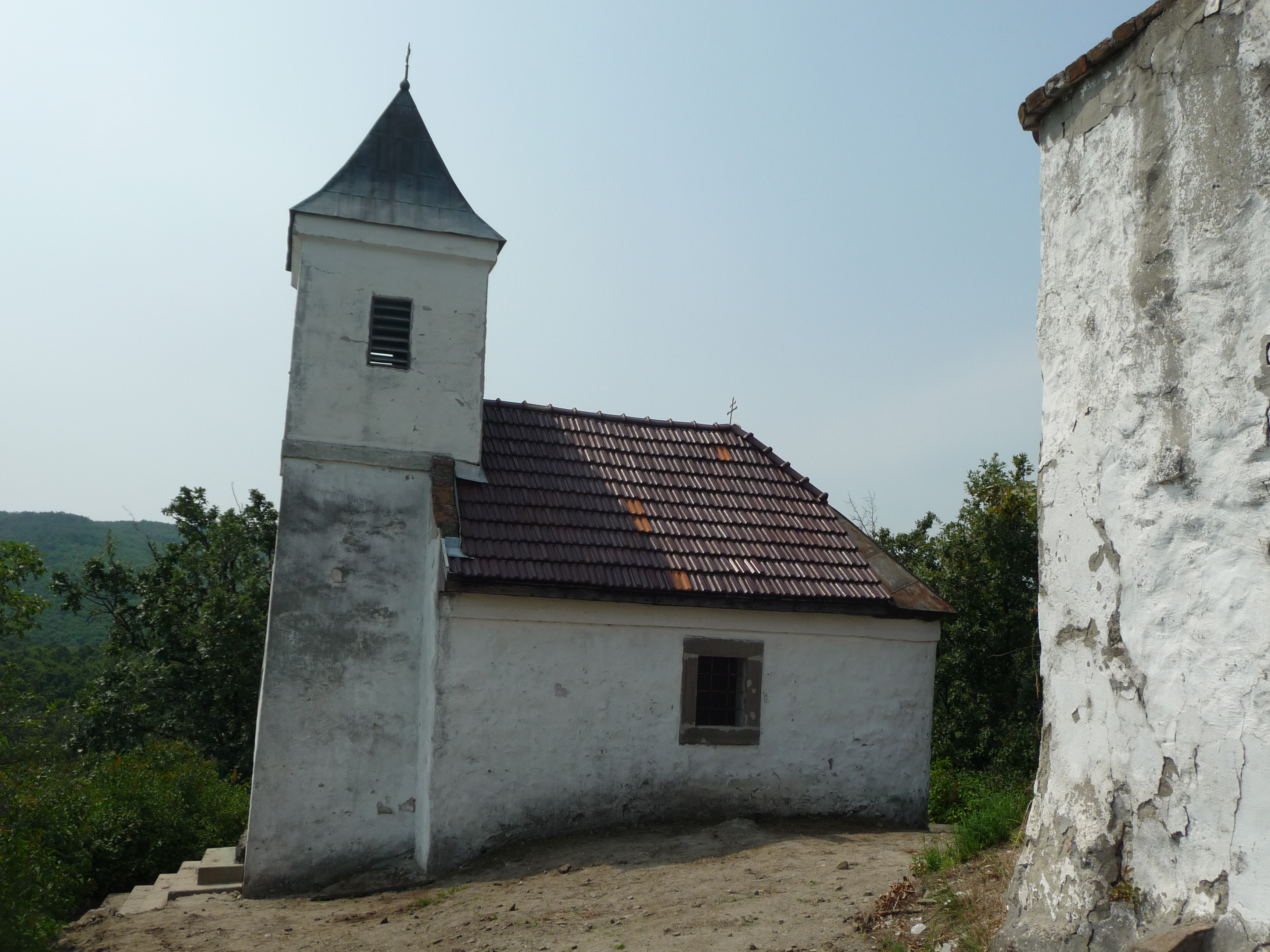
A Szent Anna-kápolna

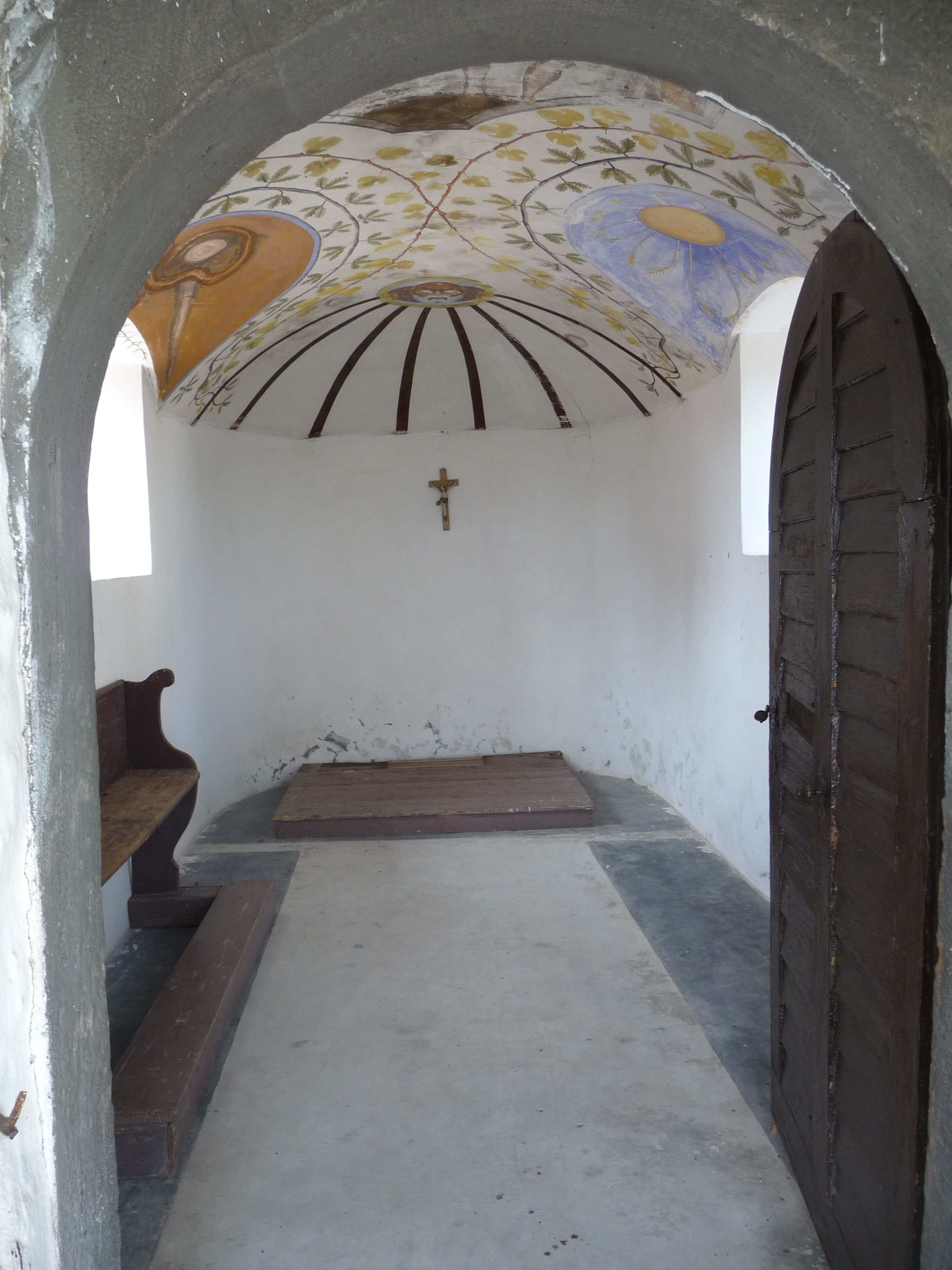
A Szent Anna-kápolna belseje

### Története
A kápolnát 1802-ben a kálvária újjáépítésekor emelték annak kőfala mellett, és egyúttal felhúztak mellé egy kis lakást is, amit „remetelaknak” neveztek el. 1802. szeptember 19-én, vasárnap szentelték fel nagy ünnepélyen, mintegy 3000 fő részvételével. A környékbeli falvakból — még Kállóról és Herencsényből is — papjaik gyalogosan vezették az ünnepségre a búcsújáró híveket. A kápolnát főoltárral, értékes oltárképpel, padokkal, szobrokkal, gyertyatartókkal rendezték be.
A kis lakásba a falu szegénye költözött „remetének”. Az ő feladata volt a kápolna őrzése és gondozása, a harangozás, valamint reggelente a templomban a misék alatt ő fújtatta az orgonát. Ezért a bujáki hívek adományokkal gondoskodtak róla.
A Vatikán 1803. február 10-én teljes búcsút engedélyezett Szent Anna ünnepének miséjére és a szent kereszt felmagasztalásának ünnepére. E búcsúkiváltságát mind a kápolna, mind a kálvária mindmáig megtartotta.
1859-ben a kálvária új keresztjének felújítására a kápolnát a hívek adakozásából kifestették.
1890-ben Kossitzky Lajos plébános az építményt felújíttatta és megnagyobbíttatta, tornyát új bádogtetővel fedték. A felvezető út mentén hét „kápolnácskát” készítettek a 14 stációs kép számára, amiket bádogra festve, tölgyfa keretben helyeztek el a kápolnácskákban.
A kápolna harangját 1921-ben öntette egy autóbalesetből szerencsésen megmenekült házaspár.
1944. decemberében a visszavonuló magyar katonák szétverték a stációs „kápolnácskákat”, és ezekből készítettek maguknak fedezéket. A stációs képekre célba lövöldöztek. A front elvonulása után a házak javításához a „kápolnácskák” tégláit széthordták.
1961-ben a kápolna boltívei megrepedtek, és beszakadással fenyegettek. A kápolna és a kálvária felújítását 1962 tavaszán kezdték el.
1986-ban Szent Anna búcsúja előtt néhány nappal, valakik betörtek a kápolnába, és ellopták többek között a szobrokat és a gyertyatartókat. Ezután a főoltárképet behozták a templomba, és a harangot is a templom tornyába helyezték át. Ez lett a templom középső harangja, így a misék előtt negyed órával második harangszóként a kápolna harangja szól a templom tornyából.
A rendszerváltás után felerősödő vandalizmus végképp megpecsételte a szabadon álló kápolna és kálvária sorsát. A suhancok összetörték a kápolna főoltárát és padjait, az egyik stációs képet ellopták, többet pedig megrongáltak.
A kápolna teljes helyreállításával az újabb pusztítástól félve nem próbálkoznak.

### Az épület
A késő barokk stílusú kápolna nyugat-keletnek tájolt, egyhajós, előreugró középtornyos. A nyugati oldalon a torony alatti, nyitott, ívesen falazott bejárathoz több betonlépcső vezet fel. A hajó kapuja a torony előteréből nyílik. A gúlatetős torony fala a kapukeretnek támaszkodik; azt részben takarja. A szentély boltozata kosáríves, fölötte a nyeregtető kontyolt. Maga a hajó fiókos dongaboltozatos; a torony alja síkmennyezetes. A két hosszanti falat egy-egy ablak töri át.

## Ökológiai tanösvény
A Kálvária-hegyen át vezet a bujáki művelődési ház és a sasbérci kilátó között kijelölt útvonal. A tanösvény a környék növényzetét és állatvilágát, az erdő- és vele a vadgazdálkodás céljait, módszereit mutatja be.